# Karolina Shiino
Karolina Shiino (en japonais : 椎野カロリーナ (Shīno Karorīna) ; en ukrainien : Кароліна Шиїно) est née le 24 août 1997) est une mannequin japonaise d'origine ukrainienne.

## Biographie
Shiino est née à Ternopil, en Ukraine, en 1997, de parents ukrainiens et a déménagé à Nagoya, au Japon, à l'âge de cinq ans, lorsque sa mère Svitlana a épousé un Japonais,. Shiino a dit qu'elle se sent japonaise à la fois « dans la parole et dans l'esprit », mais elle a déclaré qu'elle devait régulièrement endurer des commentaires durant son enfance et son adolescence du fait de sa différence. Svitlana Shiino est mannequin et gagnante de plusieurs concours.
Le 27 février 2021, Shiino est apparue dans « ARIYOSHI'S Meeting for Reviewing ». Dans son profil, elle prétendait être trilingue, parlant japonais, ukrainien et russe, mais en réalité, elle a révélé qu'elle ne parlait que japonais. Elle comprend l’ukrainien, mais elle est incapable de le parler.

## Grand Prix Miss Japon 2024
En janvier 2024, Shiino a été annoncée comme la gagnante du concours de beauté Miss Japon 2024,. Elle est la première citoyenne japonaise naturalisée à remporter le concours. L'organisatrice du concours a déclaré qu'elle avait remporté le titre parce qu'elle était une Japonaise travailleuse et humble, dotée d'un fort sens de la considération pour les autres. Sa victoire a déclenché des débats sur la « japonaisité » et l'évolution démographique du Japon,,,. Après avoir remporté le concours, Shiino a déclaré qu'elle était reconnaissante d'être acceptée comme japonaise et a déclaré : « J'espère contribuer à la construction d'une société qui respecte la diversité et ne porte pas de jugement sur l'apparence des gens. » 

### Révocation du titre Miss Nippon 2024
Le 31 janvier, Shūkan Bunshun a rapporté que Shiino avait une liaison avec un homme marié, Takuma Maeda, un influenceur sur les réseaux sociaux, publiquement connu en ligne sous le nom de « muscle doctor ». Les organisateurs de Miss Japon ont d'abord nié cette information, mais le 5 février, Shiino a admis l'affaire. En réponse, les organisateurs de Miss Japon ont révoqué le titre de Shiino en tant que Miss Japon 2024 et ont déclaré le titre de l'année 2024 vacant. Sur Instagram, Shiino a présenté ses excuses à l'épouse et à la famille du médecin avec qui elle a eu une liaison, ainsi qu'aux responsables de Miss Japon et à ceux qui l'ont soutenue dans sa victoire au titre de Miss Nippon,.

## Vie privée
Shiino a obtenu la citoyenneté japonaise en 2022,. Sa grand-mère maternelle Maria a émigré au Japon au printemps 2022 en tant que réfugiée ukrainienne à la suite de l'invasion russe de l'Ukraine.

## Sources et références
1. 1 2 3  (en-US) Rao Abdullah, « Who is Carolina Shiino? All About Miss Japan 2024 », sur BOL News, 25 janvier 2024 (consulté le 19 février 2024)
2. 1 2  (uk) « A girl from Ternopil won the "Miss Japan" competition and stirred up the network » [archive du 25 janvier 2024], Tablo ID, 24 janvier 2024 (consulté le 25 janvier 2024)
3. ↑  Khan, « What does it mean to be Japanese? Ukraine-born model wins Miss Japan, social media backlash follows » [archive du 25 janvier 2024], WION News, 25 janvier 2024 (consulté le 25 janvier 2024)
4. ↑  (ja) « ウクライナ人モデル・カロリーナ、日本語しか話せないと告白「日本人として生きたいんですよ」 » [archive du 28 février 2021], WEBザテレビジョン (consulté le 7 février 2024)
5. ↑  (ja) « ミス日本グランプリ 椎野 カロリーナ » [archive du 24 janvier 2024], Miss Nippon Grand Prix (consulté le 25 janvier 2024)
6. ↑  (en-GB) « Ukrainian-born model winning Miss Japan re-ignites identity debate », Journal,‎ 24 janvier 2024 (lire en ligne, consulté le 19 février 2024)
7. ↑  « Carolina Shiino: Ukrainian-born Japanese woman sparks debate after being crowned Miss Japan | The Independent », sur web.archive.org, 25 janvier 2024 (consulté le 19 février 2024)
8. 1 2  (en) Choi, « 'I am absolutely Japanese': Ukrainian-born model sparks debate by winning Miss Japan pageant » [archive du 26 janvier 2024], CNN, 26 janvier 2024 (consulté le 27 janvier 2024)
9. ↑  « Race row erupts after Ukrainian-born model wins Miss Japan title | Evening Standard », sur web.archive.org, 25 janvier 2024 (consulté le 19 février 2024)
10. ↑  « 「日本らしい美しさ」SNSで論議　椎野カロリーナさん、初の欧州ルーツ「ミス日本」 - 産経ニュース », sur web.archive.org,‎ 25 janvier 2024 (consulté le 19 février 2024)
11. ↑  
Ukrainian-born Miss Japan relinquishes crown following alleged affair Leah Dolan, CNN, February 6, 2024
12. ↑  « 椎野カロリーナ「ミス日本グランプリ」辞退→異例の“空位”に【報告全文】 », sur ORICON NEWS,‎ 5 février 2024 (consulté le 19 février 2024)
13. ↑  (ja) « ミス日本の椎野カロリーナさん“不倫”認識あった 本人申し出で所属事務所が契約解除 - スポニチ Sponichi Annex 芸能 », sur スポニチ Sponichi Annex (consulté le 19 février 2024)
14. ↑  (uk) « Model of Ukrainian origin Karolina Shiino became the winner of the beauty contest "Miss Japan-2024" » [archive du 25 janvier 2024], Ukrinform, 24 janvier 2024 (consulté le 25 janvier 2024)
15. ↑  (uk) « The model of Ukrainian origin, Karolina Shiino, won the Miss Japan contest: why did it infuriate the Japanese » [archive du 24 janvier 2024], 24 Kanal, 24 janvier 2024 (consulté le 25 janvier 2024)
16. ↑  (ja + uk) « Interview with grandmother who evacuated from Ukraine. » [archive du 25 janvier 2024], KARO's channel (Carolina Shiino's YouTube channel) on YouTube, 12 avril 2022 (consulté le 25 janvier 2024)